# Barrio de las Letras

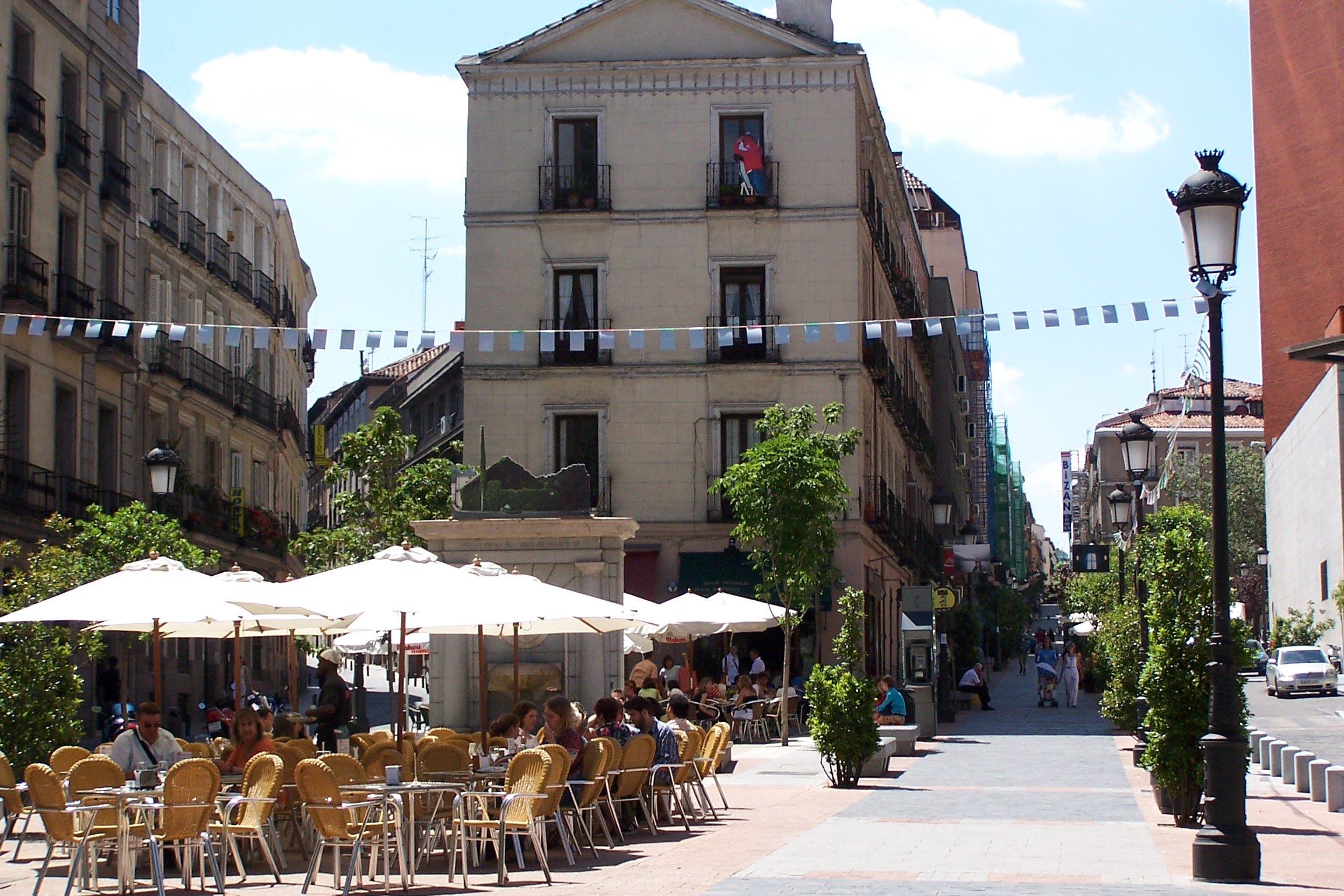
Confluencia de las calles Huertas y Moratín con el paseo del Prado.

El barrio de las Letras (también llamado de los Literatos y de las Musas) es un área de la ciudad de Madrid, ubicada en el barrio gaveta de Cortes, en el distrito Centro de la capital. La zona queda delimitada, hacia el oeste, por la calle de la Cruz y la plaza de Jacinto Benavente; al este, por el paseo del Prado; al norte, por la carrera de san Jerónimo; y, al sur, por la calle de Atocha. Algunas de sus vías más emblemáticas son la calle de las Huertas, la calle del Prado, la calle de Echegaray, y las plazas del Ángel y de Santa Ana.

## Historia

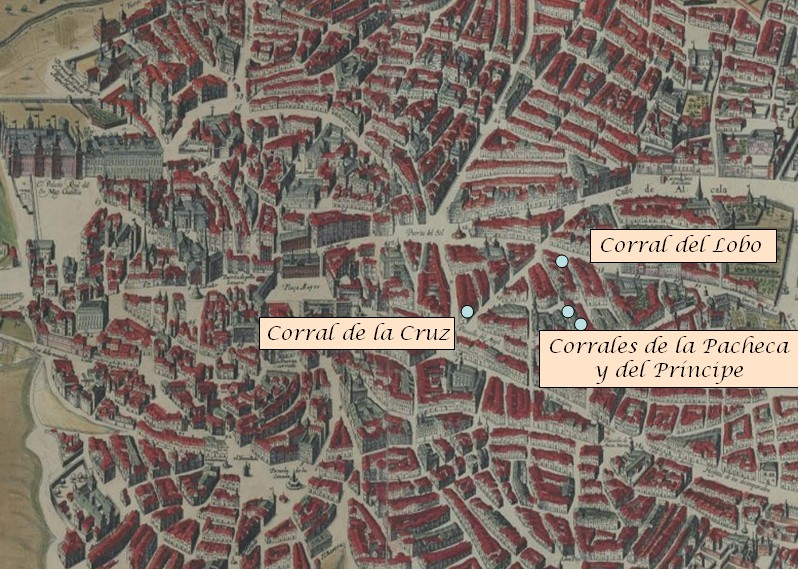
Localización aproximada de los antiguos corrales de comedias de Madrid en el plano de Frederic de Wit y Antonio Marcelli, hacia 1622-1635.

Debe su nombre a la actividad literaria desarrollada a lo largo de los siglos xvi y xvii. En esta zona fijaron su residencia algunos de los literatos más destacados del Siglo de Oro español, como Miguel de Cervantes, Quevedo, Góngora (que vivió en la misma casa que su antagonista literario, Quevedo), o Lope de Vega y su idolatrada Marta de Nevares. Con tales protagonistas y en este marco se instalaron los primeros corrales de comedias de Madrid, dos de ellos, el de la Cruz y el del Príncipe, importantes coliseos en los siglos siguientes. También tuvo espacio y lugar el Mentidero de los Cómicos (o de los Representantes), en la entonces calle del Mentidero y luego calle del León, lugar donde se contrataban las compañías y las obras a representar en los referidos corrales de comedias. Precisamente, en la calle del Mentidero esquina a la calle de Francos, vivió de alquiler y murió un empobrecido Cervantes, que con anterioridad habitó al menos en otras tres casas de este mismo barrio.
Aunque la mayor parte de los inmuebles que se conservan fueron construidos a finales del siglo XIX y principios del siglo XX, de la época del Siglo de Oro han sobrevivido la Casa-Museo de Lope de Vega, donde vivió el escritor entre 1610 y 1635 (monumento histórico-artístico desde 1935 y abierta al público como casa-museo); el convento de san Ildefonso de las Trinitarias Descalzas, donde fue enterrado Cervantes; y la iglesia de san Sebastián. 
En el número 87 de la calle de Atocha, una de las vías que limitan el barrio, se encontraba la imprenta de Juan de la Cuesta, donde se hizo la edición príncipe de la primera parte de Don Quijote de La Mancha (1604), considerada la obra cumbre de la literatura en español. 

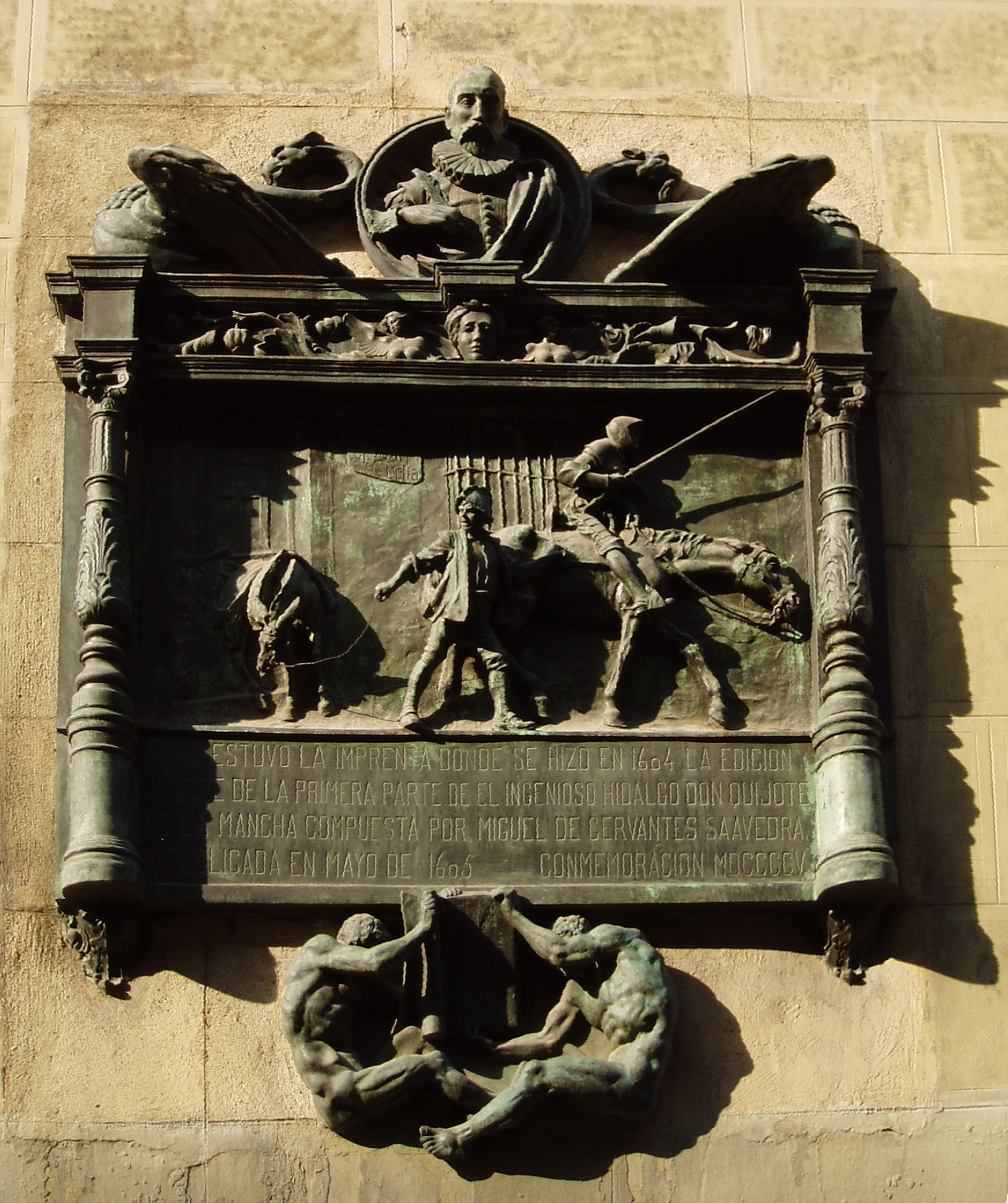
Placa conmemorativa de la edición príncipe de Don Quijote de La Mancha, situada en el lugar donde estuvo la imprenta de Juan de la Cuesta.

Al siglo xviii corresponden el Palacio del Conde de Tepa, la Real Academia de la Historia y la Cámara de Comercio e Industria de Madrid. Otras construcciones de interés arquitectónico son el Teatro Español, el Edificio Simeón y el Ateneo de Madrid. 
En este barrio se ambientaron también algunas piezas esenciales de la dramaturgia española del siglo XX, como por ejemplo el esperpento Luces de bohemia de Ramón del Valle Inclán. 

### Evolución urbana
Desde el tercer cuarto del xx, la zona ha concentrado una gran actividad de ocio nocturno en bares, tabernas, discotecas y otros locales del entorno de la calle de las Huertas y de la plaza de Santa Ana. El 22 de septiembre de 2008 el barrio entró dentro del Área de Prioridad Residencial del Ayuntamiento de Madrid, quedando restringido el tráfico rodado en buena parte de sus calles (salvo para residentes, transporte público, servicios y urgencias), y se ampliaron zonas peatonales. El proyecto original fue realizado por el arquitecto suizo Werner Durrer (residente en la zona por aquel entonces) por encargo de empresarios del barrio. El proyecto final sin embargo fue llevado a la práctica por la EMVS (Empresa Municipal de la Vivienda y Suelo) con la dirección del arquitecto municipal Juan Armindo. La calle Huertas obtuvo el «Premio de Urbanización de los Públicos del Ayuntamiento de Madrid de 2004 y la Medalla del Premio Europa Nostra en 2005».
En la actualidad uno de los Barrios del distrito Centro con mayor turistificación por el elevado número de pisos turísticos, mayor pérdida de comercios tradicionales, sustituidos por restaurantes, bares y cafeterías para cubrir la demanda del turista y con mayor aumento del precio del alquiler.